# Roman Šebrle
 Roman Šebrle (* 26. listopadu 1974 Lanškroun) je český televizní moderátor, bývalý atletický vícebojař a olympijský vítěz v desetiboji z roku 2004. Jako první překonal v desetiboji bájnou hranici 9000 bodů podle aktuálních bodovacích tabulek; výkonem 9026 bodů vytvořil 26. a 27. května 2001 v Götzisu světový rekord nepřekonaný dalších jedenáct let (vzal mu jej teprve Američan Ashton Eaton v červnu roku 2012 výkonem 9039 bodů).

## Sportovní kariéra
Se sportem začal ve svém rodišti jako fotbalista. Tomuto sportu se věnoval až do svých devatenácti let. S atletikou začal v roce 1990 v Týništi nad Orlicí, o tři roky později přešel do oddílu T&F Pardubice, za který startoval do roku 1995 a kde studoval Gymnázium Pardubice. Od roku 1996 je členem Dukly Praha. V Pardubicích byl jeho trenérem Jiří Čechák, v Dukle Praha nejdříve Zdeněk Váňa, od roku 2001 Dalibor Kupka.
Jeho největším úspěchem bylo vytvoření nového světového rekordu a prvního výkonu nad 9000 bodů podle současného bodování. Ve dnech 26. a 27. května 2001 v rakouském Götzisu nasbíral celkem 9026 bodů a vytvořil rekord, který vydržel 11 let jako světový a i po dalších 17 letech je stále evropským a českým národním rekordem. Dalším vrcholem kariéry Romana Šebrleho bylo vítězství na LOH 2004 v Athénách, kde vytvořil dosud platný olympijský rekord 8893 bodů a ke stříbru z předchozích her v Sydney přidal zlato. Také v hale si vedl velmi dobře ve stejných sezónách – v roce 2001 získal zlato na HMS v Lisabonu za 6420 bodů, o tři roky později bral zlato v Budapešti výkonem 6438 bodů (dosud evropský a národní rekord v halovém sedmiboji). Tehdejší světový rekord Dana O'Briena (6476 b.) mu i kvůli relativně slabší tyči (480 cm) utekl jen o 38 bodů. Největší předností Šebrleho byla výborná konzistence, udržení vysoké úrovně kvality ve většině disciplín (do dálky skákal kolem 8 metrů, do výšky výrazně nad 2 metry, házel daleko oštěpem apod.).
Po obhajobě titulu evropského šampiona v Göteborgu v roce 2006 (jeho 7. zlatá medaile z vrcholné atletické akce) se stal zároveň prvním desetibojařem , který dokončil 35 závodů s celkovým součtem přes 8000 bodů (druhým v pořadí je další český desetibojař Tomáš Dvořák se 34 desetiboji nad 8000 bodů). 
Po MS v Ósace má již 8 zlatých medailí z vrcholných akcí. Na kontě má také unikátních 20 desetibojů se součtem nad 8500 bodů, což je již hranice světové extratřídy. Jako jediný v historii překonal také šestkrát exkluzivní hranici 8800 bodů a k 21. srpnu 2009 již 45krát 8000 bodů. V tomto ohledu drží historický primát.

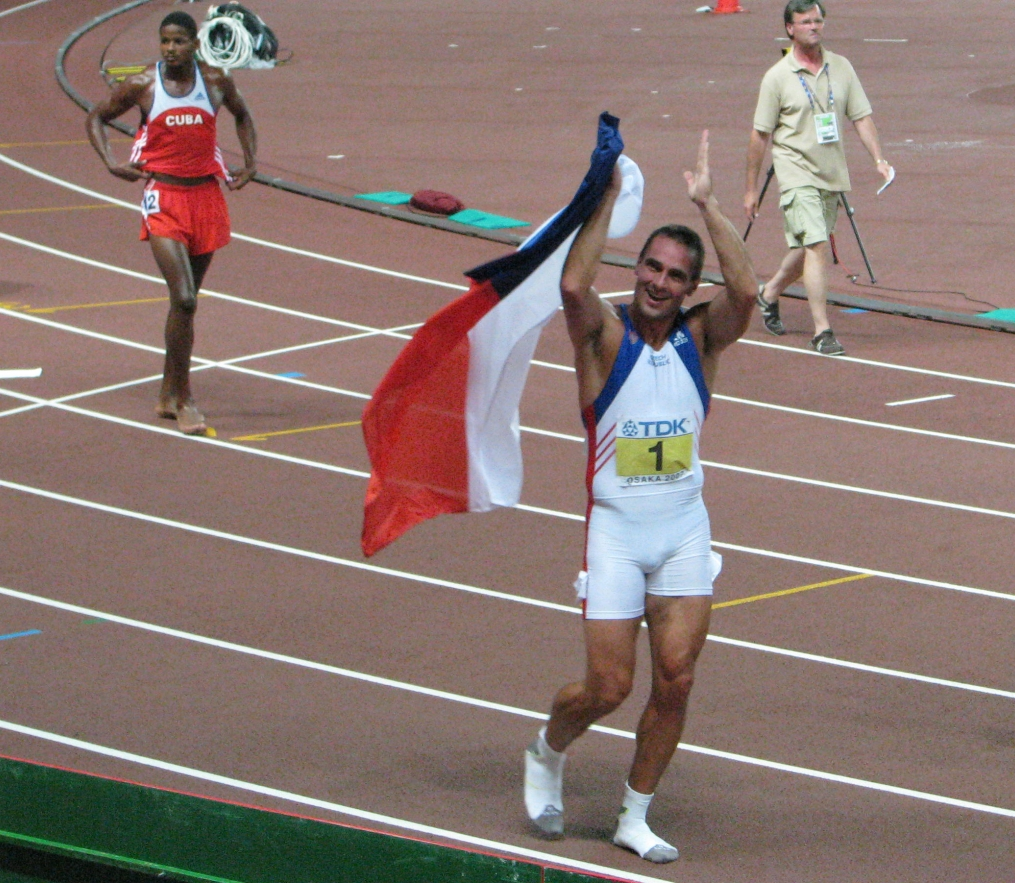
Roman Šebrle oslavuje zisk zlaté medaile na MS v atletice v Osace (2007)

V březnu roku 2008 musel vzdát při běhu na 60 m. př. medailově rozjetý sedmiboj na HMS ve Valencii pro svalové zranění. O rok později (8. března 2009) získal bronzovou medaili v sedmiboji na halovém mistrovství Evropy v Turíně výkonem 6142 bodů. Na venkovním mistrovství světa v Berlíně ve stejném roce však skončil výkonem 8266 bodů až na 11. místě.
V halové sezóně roku 2010 bylo jeho nejvýznamnějším umístěním 5. místo na HMS v katarském Dauhá, kde výkonem 6024 bodů znovu překonal šestitisícovou hranici v sedmiboji a zároveň v něm překonal veteránský světový rekord v kategorii nad 35 let věku (předchozí měl hodnotu 5839 bodů). V únoru 2011 tento výkon ještě vylepšil, když na halovém mistrovství ČR v Praze-Stromovce posbíral 6117 bodů.. Dne 6. března 2011 vybojoval bronzovou medaili na HME v Paříži výkonem nového veteránského SR 6178 bodů. Dne 28. června 2012 vybojoval 6. místo v desetiboji na ME v Helsinkách výkonem 8052 bodů. Jednalo se již o jeho 49. desetiboj v kariéře s výkonem nad 8000 bodů. Tímto výkonem se zároveň kvalifikoval na Olympijské hry v Londýně. Zde už neuspěl a vzdal po první disciplíně. Byl to nakonec jeho poslední desetiboj v aktivní kariéře, kterou pak po dalších zdravotních problémech ukončil v červnu roku 2013.

## Klubová příslušnost
Jakožto člen Armádního sportovního centra (ASC) Dukla je také vojákem z povolání s hodností majora, do které byl povýšen po zlatém vítězství na olympiádě v Athénách (2004) . V listopadu 2006 se stal již popáté v řadě atletem roku České republiky .

## Rekordy
|                          | 100 m   | dálka  | koule   | výška  | 400 m   | 110 m přek. | disk    | tyč    | oštěp   | 1500 m  | součet bodů |
| ------------------------ | ------- | ------ | ------- | ------ | ------- | ----------- | ------- | ------ | ------- | ------- | ----------- |
| svět. rekord Götzis 2001 | 10,64 s | 811 cm | 15,33 m | 212 cm | 47,79 s | 13,92 s     | 47,92 m | 480 cm | 70,16 m | 4:21,98 | 9026        |
| osobní rekordy           | 10,64 s | 811 cm | 16,47 m | 215 cm | 47,76 s | 13,68 s     | 49,46 m | 520 cm | 71,18 m | 4:21,98 | 9326        |

+) Osobní rekordy Romana Šebrleho v jednotlivých disciplínách desetiboje dávají součet 9326 bodů.
|                       | 60 m   | dálka  | koule   | výška  | 60 m přek. | tyč    | 1000 m      | osobní rekord                   |
| --------------------- | ------ | ------ | ------- | ------ | ---------- | ------ | ----------- | ------------------------------- |
| osobní rekordy v hale | 6,91 s | 797 cm | 16,28 m | 213 cm | 7,84 s     | 500 cm | 2:37,86 min | 6438 b. (ER); součet OR 6591 b. |

## Olympijské hry
|                        | 100 m   | dálka  | koule   | výška  | 400 m   | 110 m přek. | disk    | tyč    | oštěp   | 1500 m  | součet bodů                |
| ---------------------- | ------- | ------ | ------- | ------ | ------- | ----------- | ------- | ------ | ------- | ------- | -------------------------- |
| Sydney 2000 – 2. místo | 10,92 s | 762 cm | 15,22 m | 212 cm | 48,20 s | 13,87 s     | 44,39 m | 480 cm | 64,04 m | 4:28,79 | 8 606                      |
| Atény 2004 – 1. místo  | 10,85 s | 784 cm | 16,36 m | 212 cm | 48,36 s | 14,05 s     | 48,72 m | 500 cm | 70,52 m | 4:40,01 | 8 893 OR                   |
| Peking 2008 – 6. místo | 11,21 s | 768 cm | 14,78 m | 211 cm | 49,54 s | 14,71 s     | 45,50 m | 480 cm | 63,93 m | 4:49,63 | 8 241                      |
| Londýn 2012 – dnf      | 11,54 s | —      | —       | —      | —       | —           | —       | —      | —       | —       | odstoupil po 1. disciplíně |

## Mistrovství světa – dráha
|                           | 100 m   | dálka  | koule   | výška  | 400 m   | 110 m přek. | disk    | tyč    | oštěp   | 1500 m  | součet bodů         |
| ------------------------- | ------- | ------ | ------- | ------ | ------- | ----------- | ------- | ------ | ------- | ------- | ------------------- |
| Atény 1997 – 9. místo     | 10,91 s | 771 cm | 14,33 m | 209 cm | 48,16 s | 14,32 s     | 43,32 m | 420 cm | 64,76 m | 4:40,31 | 8 232               |
| Sevilla 1999 – dnf        | 10,93 s | 765 cm | 14,44 m | 203 cm | 48,08 s | —           | —       | —      | —       | —       | odstoupil po 1. dnu |
| Edmonton 2001 – 10. místo | 10,91 s | 767 cm | 15,43 m | 200 cm | 48,18 s | 16,97 s     | 47,41 m | 460 cm | 65,75 m | 4:31,04 | 8 174               |
| Paříž 2003 – 2. místo     | 11,00 s | 764 cm | 15,47 m | 206 cm | 47,90 s | 14,25 s     | 47,47 m | 480 cm | 69,79 m | 4:35,45 | 8 634               |
| Helsinky 2005 – 2. místo  | 10,91 s | 786 cm | 16,29 m | 206 cm | 48,62 s | 14,71 s     | 46,85 m | 480 cm | 63,21 m | 4:39,54 | 8 521               |
| Osaka 2007 – 1. místo     | 11,04 s | 756 cm | 15,92 m | 212 cm | 48,80 s | 14,33 s     | 48,75 m | 480 cm | 71,18 m | 4:35,32 | 8 676               |
| Berlín 2009 – 11. místo   | 11,16 s | 780 cm | 14,98 m | 211 cm | 50,42 s | 14,44 s     | 46,30 m | 460 cm | 65,61 m | 4:50,33 | 8 266               |
| Tegu 2011 – 14. místo     | 11,25 s | 730 cm | 15,20 m | 205 cm | 51,18 s | 14,75 s     | 46,93 m | 480 cm | 67,28 m | 4:56,50 | 8 069               |

## Mistrovství Evropy – dráha
|                          | 100 m   | dálka  | koule   | výška  | 400 m   | 110 m přek. | disk    | tyč    | oštěp   | 1500 m  | součet bodů |
| ------------------------ | ------- | ------ | ------- | ------ | ------- | ----------- | ------- | ------ | ------- | ------- | ----------- |
| Budapešť 1998 – 6. místo | 10,73 s | 760 cm | 14,90 m | 209 cm | 48,28 s | 14,27 s     | 42,57 m | 490 cm | 62,82 m | 4:35,21 | 8 477       |
| Mnichov 2002 – 1. místo  | 10,83 s | 792 cm | 15,41 m | 212 cm | 48,48 s | 14,04 s     | 46,88 m | 510 cm | 68,51 m | 4:42,94 | 8 800       |
| Göteborg 2006 – 1. místo | 10,98 s | 772 cm | 15,53 m | 209 cm | 49,11 s | 14,27 s     | 45,47 m | 500 cm | 66,90 m | 4:46,91 | 8 526       |
| Helsinky 2012 – 6. místo | 11,19 s | 743 cm | 14,65 m | 200 cm | 49,87 s | 14,45 s     | 44,05 m | 490 cm | 61,78 m | 4:50,74 | 8 052       |

## Halové mistrovství světa – sedmiboj
|                            | 60 m   | dálka  | koule   | výška  | 60 m přek. | tyč    | 1000 m  | součet bodů                  |
| -------------------------- | ------ | ------ | ------- | ------ | ---------- | ------ | ------- | ---------------------------- |
| Maebaši 1999 – 3. místo    | 6,94 s | 776 cm | 15,27 m | 211 cm | 7,94 s     | 480 cm | 2:41,50 | 6 319                        |
| Lisabon 2001 – 1. místo    | 7,00 s | 788 cm | 15,75 m | 208 cm | 7,86 s     | 490 cm | 2:37,86 | 6 420                        |
| Birmingham 2003 – 3. místo | 7,07 s | 762 cm | 15,20 m | 208 cm | 8,02 s     | 500 cm | 2:46,20 | 6 196                        |
| Budapešť 2004 – 1. místo   | 6,97 s | 796 cm | 16,28 m | 211 cm | 7,95 s     | 480 cm | 2:39,67 | 6 438 – osobní rekord v hale |
| Moskva 2006 – 3. místo     | 7,10 s | 776 cm | 15,74 m | 210 cm | 8,08 s     | 480 cm | 2:49,38 | 6 161                        |
| Valencie 2008 – dnf        | 7,16 s | 760 cm | 16,16 m | 212 cm | dnf        | zraněn | zraněn  | —                            |
| Dauhá 2010 – 5. místo      | 7,20 s | 749 cm | 15,70 m | 209 cm | 8,30 s     | 480 cm | 2:46,55 | 6 024                        |

## Halové mistrovství Evropy – sedmiboj
|                            | 60 m   | dálka  | koule   | výška  | 60 m přek. | tyč    | 1000 m  | součet bodů |
| -------------------------- | ------ | ------ | ------- | ------ | ---------- | ------ | ------- | ----------- |
| Valencie 1998 – dnf        |        |        |         |        |            |        |         |             |
| Gent 2000 – 2. místo       | 6,97 s | 775 cm | 15,47 m | 207 cm | 7,93 s     | 480 cm | 2:42,51 | 6 271       |
| Vídeň 2002 – 1. místo      | 6,97 s | 782 cm | 15,62 m | 211 cm | 7,93 s     | 480 cm | 2:47,68 | 6 280       |
| Madrid 2005 – 1. místo     | 7,06 s | 757 cm | 15,27 m | 209 cm | 8,17 s     | 500 cm | 2:39,64 | 6 232       |
| Birmingham 2007 – 1. místo | 7,06 s | 779 cm | 16,12 m | 202 cm | 8,22 s     | 500 cm | 2:45,84 | 6 196       |
| Turín 2009 – 3. místo      | 7,17 s | 772 cm | 15,14 m | 209 cm | 8,24 s     | 500 cm | 2:45,60 | 6 142       |
| Paříž 2011 – 3. místo      | 7,06 s | 759 cm | 15,42 m | 206 cm | 8,08 s     | 490 cm | 2:42,72 | 6 178       |

## Ankety a ocenění
- 2006 – Atlet roku – 1. místo, Atlet Evropy roku – 5. místo, Armádní sportovec roku – 3. místo
- 2005 – Atlet roku – 1. místo
- 2004 – Atlet roku – 1. místo, Sportovec roku – 1. místo, Atlet Evropy (EAA) – 3. místo, Armádní sportovec roku – 1. místo
- 2003 – Atlet roku – 1. místo, Sportovec roku – 4. místo
- 2002 – Atlet roku – 1. místo, Sportovec roku – 2. místo
- 2001 – Atlet roku – 3. místo, Sportovec roku – 2. místo, Atlet Evropy – 7. místo
- 2000 – Atlet roku – 2. místo, Sportovec roku – 3. místo

Ostatní:
- 2004 – ministrem obrany propůjčena hodnost majora, prezidentem republiky udělena medaile Za zásluhy (II. stupně) [zdroj?]
- 2001 a 2004 mu byla udělena cena ČOV J. Gutha – Jarkovského za nejhodnotnější sportovní výkon v uplynulém roce [zdroj?]

V září 2012 byl po něm pojmenován atletický a fotbalový stadion v jeho rodném Lanškrouně, na němž je i pamětní deska s jeho podobiznou od akademického sochaře a medailéra Zdeňka Kolářského.

## Rekordy
- Desetiboj – 9026 bodů (Götzis 2001; bývalý SR, ER, NR)
- Sedmiboj – 6438 bodů (Budapešť 2004; ER, NR); veteránský SR 6178 bodů (Paříž, 2011)

## Činnost po ukončení sportovní kariéry
Na podzim 2013 zahájil golfovou kariéru. Jeho trenér je David Carter. V květnu 2014 se zúčastnil golfového turnaje série Czech PGA Tour v Kuřimi.

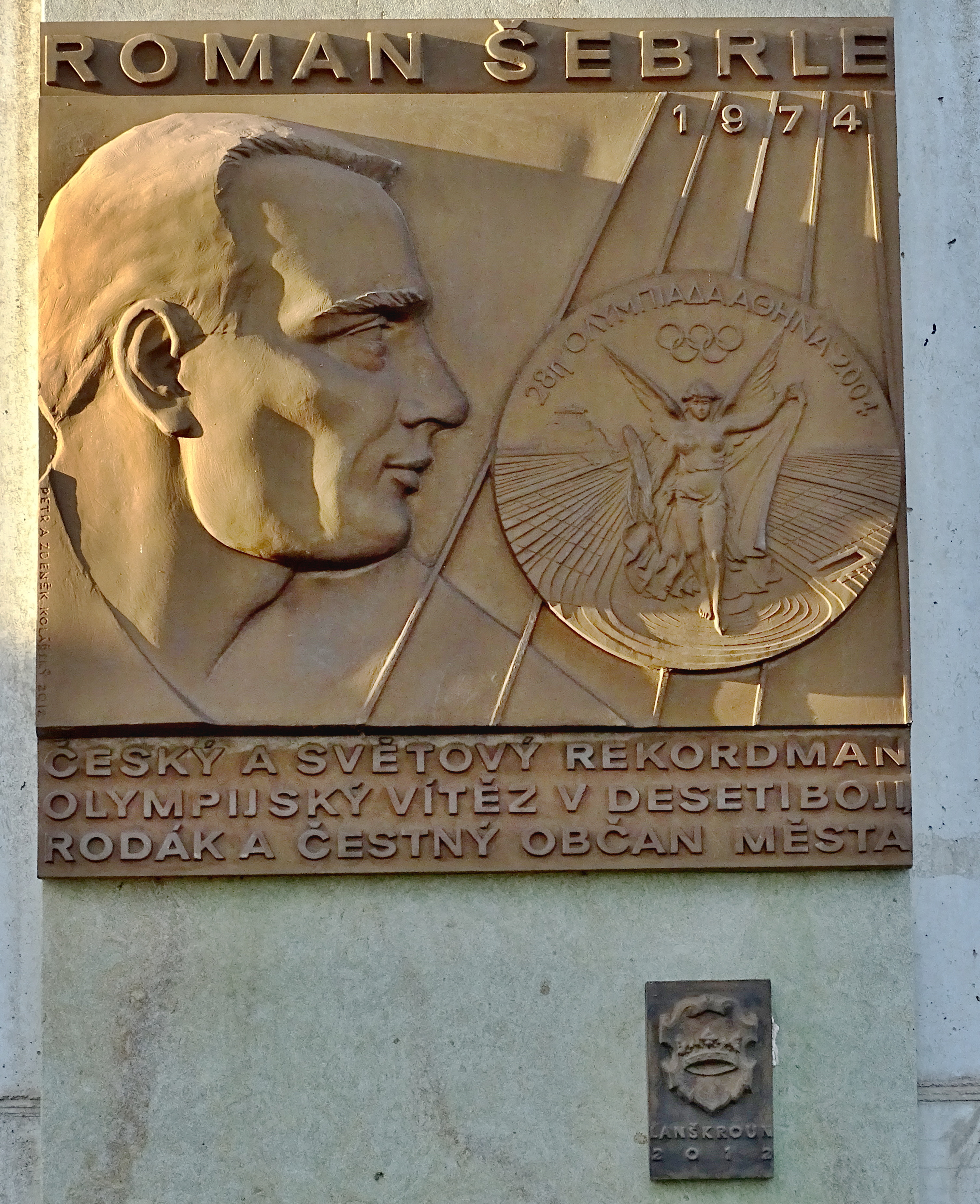
Pamětní deska Romana Šebrleho v Lanškrouně na stadionu.

Od 29. června 2014 do 2. května 2020 a od října 2020 moderuje hlavní zpravodajskou relaci na televizní stanici Prima. Moderátorskou dvojici tvoří s Gabrielou Kratochvílovou a Evou Perkausovou.
Od 3. května 2020 moderuje sportovní relaci na televizní stanici Prima a nové zpravodajské stanici CNN Prima News.